# عبد الرحمن محمد (لاعب كرة قدم مواليد 2002)
عبد الرحمن محمد لاعب كرة قدم قطري، ولد في (4 ديسمبر 2002) ، يلعب لصالح نادي السيلية.

## مسيرة اللاعب
لعب في نادي الوكرة ونادي السيلية.

## روابط خارجية
- عبد الرحمن محمد (لاعب كرة قدم قطري) على موقع Soccerway.com (الإنجليزية)